# Balanescu Quartet
Balanescu Quartet je smyčcové kvarteto, které roku 1987 založil a vede rumunský houslista Alexander Bălănescu. Hraje díla soudobé artificiální hudby i coververze populární hudby, například písní německé skupiny Kraftwerk. Původní sestava kvarteta byla Alexander Bălănescu (první housle), Clare Connorsová (druhé housle), Bill Hawkes (viola) a Caroline Daleová (violoncello), později došlo k řadě obměn.